# Willy Mairesse
Willem Edouard Numa Ghislain Mairesse, detto Willy (Momignies, 1º ottobre 1928 – Ostenda, 2 settembre 1969), è stato un pilota automobilistico belga.

## Carriera

### Gli inizi
Mairesse iniziò la propria carriera nel mondo dell'automobilismo solamente a 25 anni, prendendo parte a bordo di una Porsche 356 ad una gara di durata: la Liegi-Roma-Liegi. L'anno seguente partecipò nuovamente alla stessa corsa con una Peugeot 203 da lui acquistata, con cui vinse l'edizione 1955 nella categoria riservata a vetture con cilindrata di 1300 cc.
L'anno seguente decise quindi di munirsi di una Mercedes SL300 e di dedicarsi al rally. Vinse anche una gara di contorno del Gran Premio di Germania di Formula 1 e l'edizione della Liegi-Roma-Liegi. I buoni risultati gli valsero l'attenzione dell'Ecurie Nationale Belge, squadra gestita da Jacques Swaters, importatore della Ferrari in Belgio. Corse per la scuderia belga le successive tre stagioni in gare con vetture sport, pur senza mai eccellere; il miglior risultato fu infatti un secondo posto ottenuto alla 12 Ore di Reims. Proprio nel 1959 fu, però, protagonista di una lunga battaglia con Olivier Gendebien per la vittoria del Tour de France automobile, ma, nonostante il mancato successo, venne notato da Enzo Ferrari che decise di offrirgli un contratto per correre con una delle sue vetture.

### Formula 1
Mairesse debuttò in Formula 1 al Gran Premio del Belgio 1960 alla guida di una Ferrari, ma fu costretto al ritiro dopo ventitré giri per un problema alla trasmissione. A Monza riuscì, però, ad ottenere i suoi primi punti, concludendo al terzo posto dietro i compagni di squadra Phil Hill e Richie Ginther.
Dopo aver disputato poche gare nel 1961 concluse tutte con un ritiro, nel 1962 disputò un maggior numero di Gran Premi. In Belgio si qualificò sesto e fu protagonista di un lungo duello con Trevor Taylor per la seconda posizione fino a quando sbandò alla curva del Blanchimont; sbalzato dalla sua vettura, che prese fuoco, venne trasportato immediatamente all'ospedale, in cui gli vennero comunque riscontrate solo alcune lievi ustioni e qualche graffio. Prese poi parte al Gran Premio d'Italia, in cui concluse al quarto posto, ottenendo i primi punti stagionali.
All'inizio della stagione seguente Phil Hill, ormai fuori dalla Ferrari, dichiarò che tra Mairesse e il suo compagno di squadra John Surtees vi era troppa competizione e prima o poi uno avrebbe costretto l'altro a commettere degli errori. Dopo essere stato costretto al ritiro nei primi due appuntamenti stagionali, al Gran Premio di Germania fu protagonista di un incidente in cui rimase ucciso anche un addetto alla sicurezza. Lo stesso Mairesse riportò diverse lesioni alle braccia. Questo incidente, di fatto mise fine alla sua carriera in Formula 1.

#### Risultati completi
| 1960 | Scuderia         | Vettura        |  |  |  |  |     |     |  |  |   |  |  | Punti | Pos. |
| ---- | ---------------- | -------------- |  |  |  |  | --- | --- |  |  | - |  |  | ----- | ---- |
| 1960 | Scuderia Ferrari | Ferrari 246 F1 |  |  |  |  | Rit | Rit |  |  | 3 |  |  | 4     | 15º  |

| 1961 | Scuderia                                      | Vettura                          |  |  |     |     |  |     |  |  |  |  |  | Punti | Pos. |
| ---- | --------------------------------------------- | -------------------------------- |  |  | --- | --- |  | --- |  |  |  |  |  | ----- | ---- |
| 1961 | Ecurie Nationale Belge Lotus Scuderia Ferrari | Lotus 18 Lotus 21 Ferrari 156 F1 |  |  | Rit | Rit |  | Rit |  |  |  |  |  | 0     |      |

| 1962 | Scuderia         | Vettura        |  |   |     |  |  |  |   |  |  |  |  | Punti | Pos. |
| ---- | ---------------- | -------------- |  | - | --- |  |  |  | - |  |  |  |  | ----- | ---- |
| 1962 | Scuderia Ferrari | Ferrari 156 F1 |  | 7 | Rit |  |  |  | 4 |  |  |  |  | 3     | 14º  |

| 1963 | Scuderia         | Vettura           |     |     |  |  |  |     |  |  |  |  |  | Punti | Pos. |
| ---- | ---------------- | ----------------- | --- | --- |  |  |  | --- |  |  |  |  |  | ----- | ---- |
| 1963 | Scuderia Ferrari | Ferrari 156 F1-63 | Rit | Rit |  |  |  | Rit |  |  |  |  |  | 0     |      |

| 1964 | Scuderia            | Vettura |  |  |    |  |  |  |  |  |  |  |  | Punti | Pos. |
| ---- | ------------------- | ------- |  |  | -- |  |  |  |  |  |  |  |  | ----- | ---- |
| 1964 | Scuderia Centro Sud | BRM P57 |  |  | NP |  |  |  |  |  |  |  |  | 0     |      |

| Legenda | 1º posto     | 2º posto | 3º posto    | A punti         | Senza punti/Non class.  | Grassetto – Pole position Corsivo – Giro più veloce |
| Legenda | Squalificato | Ritirato | Non partito | Non qualificato | Solo prove/Terzo pilota | Grassetto – Pole position Corsivo – Giro più veloce |

### Vetture sport

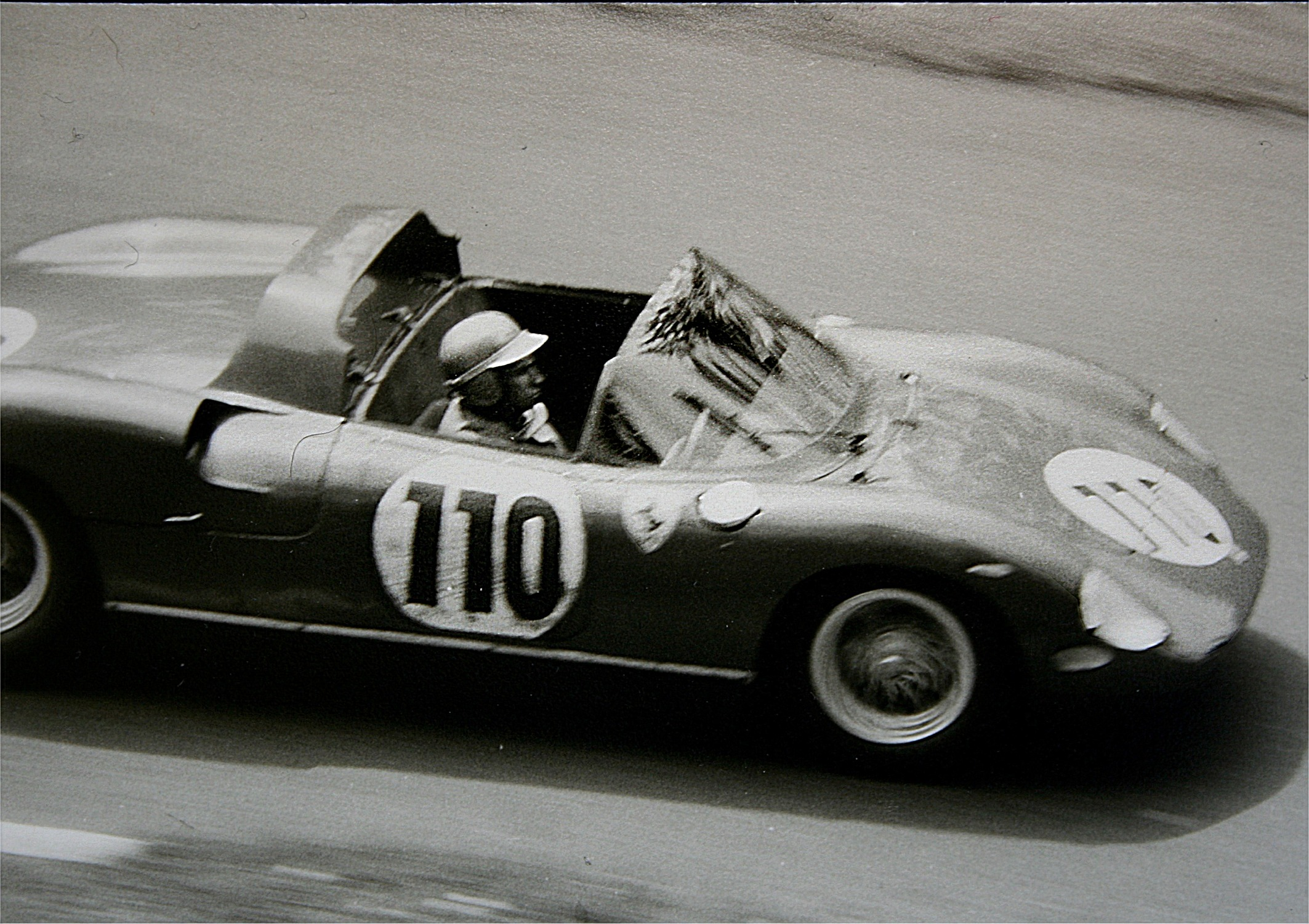
Willy Mairesse al Nürburgring (1963)

La carriera di Mairesse si sviluppò, però, maggiormente nelle vetture sport, con cui ottenne i suoi migliori successi. Dopo aver ottenuto un terzo posto a Monza nel 1959, due anni dopo prese parte alla 24 Ore di Le Mans, gareggiando in coppia con Mike Parkes e concludendo al secondo posto, risultato che ottenne anche alla 12 Ore di Sebring nel 1963. Vinse l'edizione 1964 del Gran Premio d'Angola e la gara di Spa del 1965. Lo stesso anno ottenne anche due terzi posti nell'appuntamento francese e nella 24 Ore di Le Mans. Nel 1966 conseguì invece la vittoria nell'edizione di quell'anno della Targa Florio.

### La morte
Nel 1968 prese nuovamente parte alla 24 Ore di Le Mans, ma fu protagonista di un grave incidente a seguito del quale rimase in coma per due settimane. Il pilota non si riprese mai completamente dall'accaduto e, complice il fatto di essere costretto ad interrompere definitivamente la propria carriera, il 9 settembre del 1969 decise di suicidarsi, mentre si trovava in un hotel a Ostenda.
La salma venne inumata nel cimitero di Momignies, a Charleroi.